# Saint-Pierre-du-Bû
Saint-Pierre-du-Bû é uma comuna francesa na região administrativa da Normandia, no departamento Calvados. Estende-se por uma área de 7,44 km². Em 2010 a comuna tinha 486 habitantes (densidade: 65,3 hab./km²).